# مواعدة الرجال الموتى
مواعدة الرجال الموتى هو كتاب من تأليف هارلي جاين كوزاك، نشرته شركة دابلداي (التي تملكها وتديرها بنغون رندم هاوس) في 20 يناير 2004، فاز الكتاب بجائزة أنتوني لأفضل رواية أولى عام 2005.